# Perdiu boscana de Borneo
La perdiu boscana de Borneo (Arborophila hyperythra) és una espècie d'ocell de la família dels fasiànids (Phasianidae) que habita selves i boscos de bambú a les muntanyes i turons del nord de Borneo. La Unió Internacional per a la Conservació de la Natura (UICN) l'ha classificat com a espècie de risc mínim.

## Taxonomia
Richard Bowdler Sharpe va descriure aquesta espècie com a Bambusicola hyperythra el 1879, a partir d'espècimens recollits al nord-oest de Borneo per William Hood Treacher, que era governador interí de Labuan en aquell moment. El 1890, Sharpe va descriure la població del Mont Kinabalu com a Bambusicola erythrophrys. Anteriorment es considerava una subespècie, però s'ha suggerit que el plomatge més brillant de la cara es deu a diferències d'edat. Actualment, l'espècie es considera monotípica.

## Descripció
Aquesta perdiu fa uns 27 cm (11 in) de llarg i pesa uns 270 g (9.5 oz) . La corona i el clatell són de color negrós, amb taques marrons. Hi ha un supercili gris o vermellós i una banda marró negrosa que travessa l'ull. Les galtes i la gola són vermelles. El pit és de color castany brillant, de vegades més marró, i el ventre és blanquinós. Els flancs són blancs i negres. Les parts superiors són marrons, amb barres negrògenes. Els ulls són grisos, el bec és negre i les potes són roses. Hi ha pell nua vermella al voltant de la gola, generalment coberta per plomes escasses. El plomatge de la femella és una mica més apagat que el del mascle.
S'alimenta en grups, buscant menjar en matolls, en camins forestals i prop de rius. La seva dieta consisteix en llavors, fruits i insectes. Fa el niu als arbustos. La seva cria és poc coneguda.

## Distribució
Aquesta perdiu és endèmica del centre-nord de Borneo, incloent-hi parts de Sabah, Sarawak, Kalimantan Nord i Kalimantan Centre Nord. Viu en boscos primaris i secundaris a altituds de 600–1,800 m (2,000–5,900 ft) i li agrada viure entre bambús i matolls.